# 一関本寺の農村景観
一関本寺の農村景観（いちのせきほんでらののうそんけいかん）は、岩手県一関市厳美町の磐井川流域の本寺地域に存在する集落。2006年（平成18年）に重要文化的景観として選定された。

## 概要
『吾妻鏡』や『陸奥国骨寺村絵図』に描かれた、平泉の中尊寺経蔵別当領に関係する骨寺村荘園遺跡の景観が良好に遺存する。岩手県南地方の、寒冷地気候や盆地地形など自然的条件に適応しつつ、奥州藤原氏の時代より、稲作等を継続的に営むことにより形成された特色のある農村の文化的景観である。農耕地・里山の生態系は多様性を維持し、居住地近郊は、小さく不揃いな水田や用水路が残っており、自然環境に対応しつつ形成された伝統的農村地帯を形成している。また、冬の北西からの季節風(やませ)を防ぐためのイグネ（屋敷林）を備えた農家が散在する。

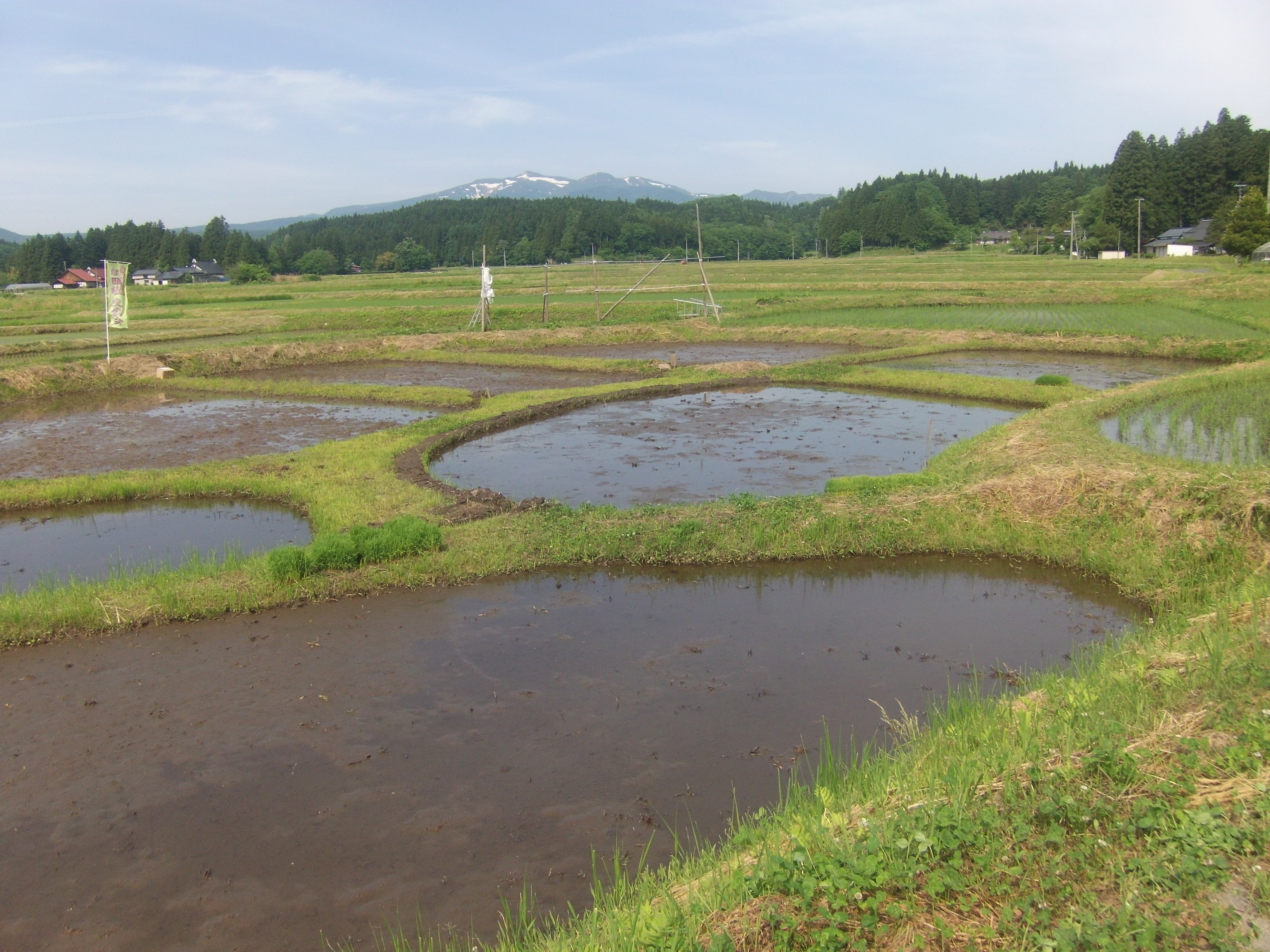
中世から変わらない不整形の畦
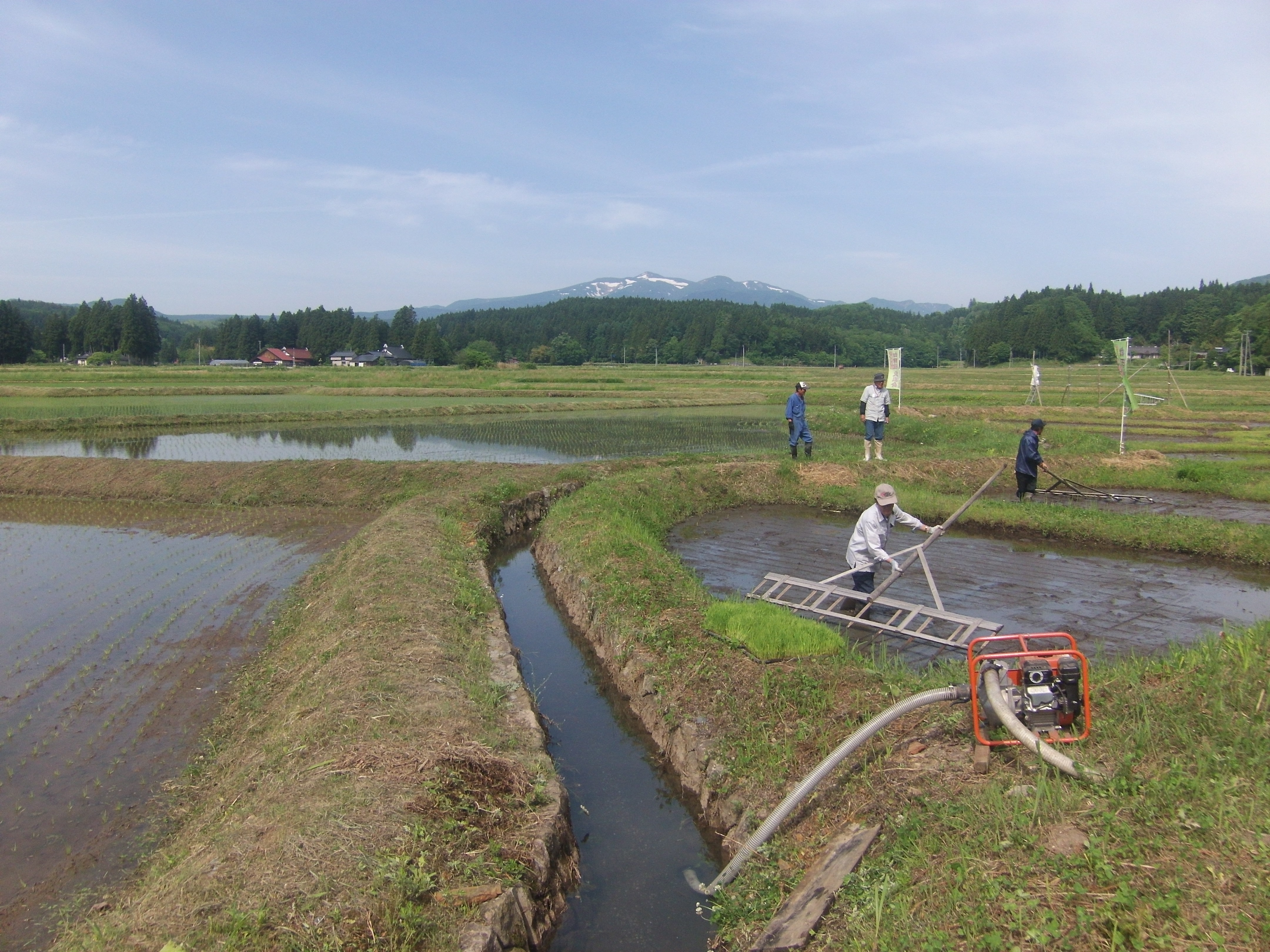
不整形田は耕運機耕作ができない
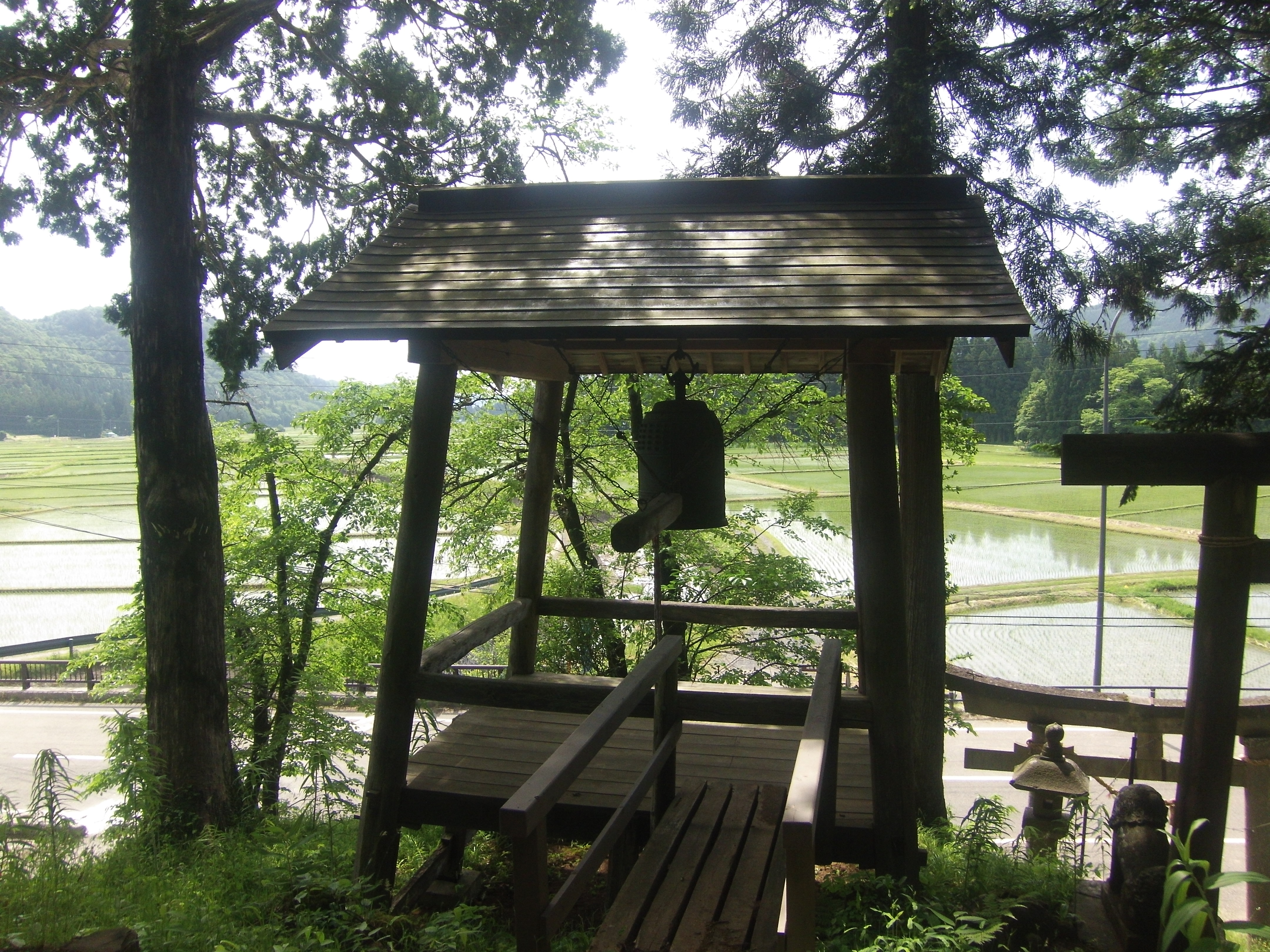
駒形根神社の釣鐘堂より田を望む

## 世界遺産登録に向けた取り組み
2001年（平成13年）に世界遺産登録の前提となる暫定リストに「平泉-浄土思想を基調とする文化的景観」の一部(骨寺村荘園遺跡)として記載された。2008年（平成20年）の第32回世界遺産委員会の審議では、登録延期が決定した。
登録は結局見送られたものの、文化庁・岩手県では、ユネスコへの再度の申請を目指し、2011年（平成23年）5月に国際記念物遺跡会議が、世界遺産への登録を勧告したため、同年6月に「平泉―仏国土（浄土）を表す建築・庭園及び考古学的遺跡群―」として世界遺産に登録された。
2012年（平成24年）、柳之御所遺跡・達谷窟（平泉町）、白鳥舘遺跡・長者ヶ原廃寺跡（奥州市）と共に再び暫定リストに記載された。

## 交通アクセス
- JR一ノ関駅から車で30分
- 東北自動車道 一関ICから車で20分